# Peter Zenner

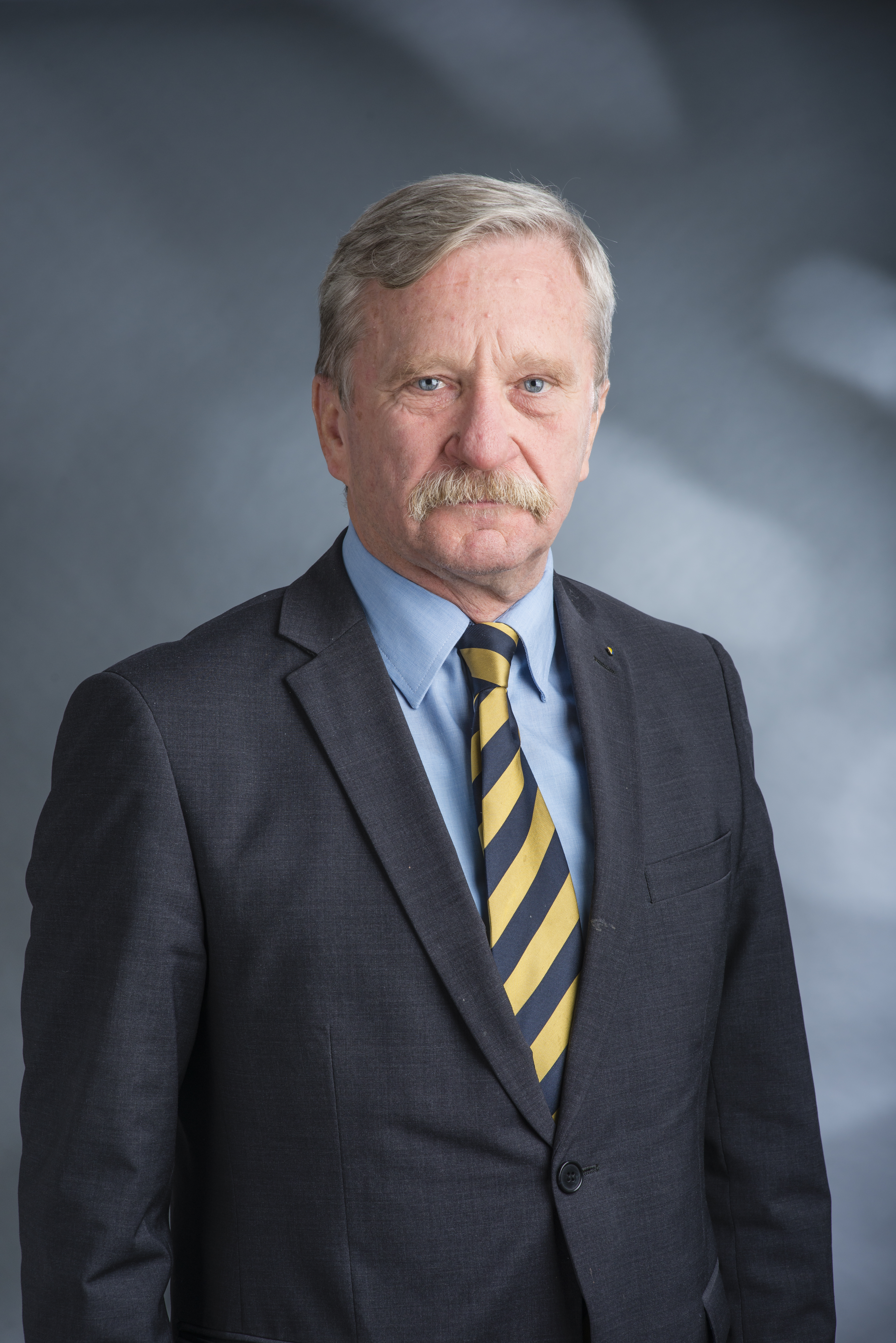
Peter Zenner 2015

Peter Zenner (* 23. August 1949 in Häcklingen, Lüneburg) ist ein deutscher Politiker (FDP). Von 2015 bis 2019 war er Abgeordneter in der Bremischen Bürgerschaft.

## Biografie

### Ausbildung und Beruf
Zenner absolvierte ein Studium der Rechtswissenschaften an der Universität Göttingen. Er ist als Rechtsanwalt in Bremen tätig und Notar a. D. Zenner war Präsident im Landessportbund Bremen von 2006 bis 2013.

### Politik
Am 10. Mai 2015 wurde Zenner bei der Bürgerschaftswahl 2015 in die Bremische Bürgerschaft gewählt. Er vertrat in der FDP-Fraktion die Anliegen für Sicherheit, Bürgerrechte und Sport.
Er wohnt in Bremen - Kattenturm.
Er arbeitete im
Verfassungs- und Geschäftsordnungsausschuss (stellv. Mitglied),
Ausschuss für Bundes- und Europaangelegenheiten, internationale Kontakte und Entwicklungszusammenarbeit (Mitglied),
Ausschuss für Wissenschaft, Medien, Datenschutz und Informationsfreiheit (stellv. Mitglied),
Rechtsausschuss (Mitglied),
Staatliche Deputation für Inneres (Mitglied),
Staatliche Deputation für Sport (Mitglied) und im
Untersuchungsausschuss zur Untersuchung der Gründe und des Ablaufs des Anti-Terror Einsatzes vom 27. Februar bis 1. März 2015 (Mitglied).
Bei der Bürgerschaftswahl in Bremen 2019 verlor er sein Abgeordnetenmandat.
Zenner ist Beisitzer im Landesvorstand der Bremer FDP.

### Weitere Mitgliedschaften
- Zenner war Mitglied des Rundfunkrats von Radio Bremen für den Landessportbund.